# Virgin Killer
Virgin Killer è il quarto album in studio del gruppo musicale tedesco Scorpions, pubblicato nell'ottobre del 1976. Fu il primo album ad ottenere l'attenzione del pubblico fuori dall'Europa. La copertina originale dell'album (che ritraeva una bambina nuda, con un effetto grafico a coprirne i genitali) venne in un secondo tempo censurata e sostituita da una più convenzionale foto del gruppo.

## Il disco
Come il suo predecessore In Trance, Virgin Killer conferma il crescente successo del gruppo. Vende bene in Europa, ma soprattutto in Giappone, dove diventa disco d'oro in un breve periodo di tempo. Virgin Killer contiene classici del gruppo come Pictured Life, sicuramente la più famosa canzone di Ulrich Roth, ma anche Catch Your Train, Backstage Queen o Crying Days. Come In Trance, le composizioni del duo Schenker / Meine sono inserite per la maggior parte sul lato A del disco mentre le composizioni di Ulrich Roth trovano maggior spazio nel lato B. In questo album, Roth esegue riffs piuttosto "pesanti", come quelli suonati nella omonima Virgin Killer e in Polar Nights.
L'album fu un ulteriore passo della band dalla musica psichedelica verso l'heavy metal. Il critico Vincent Jeffries di AllMusic sostiene, col senno di poi, che l'album fu "il primo dei lavori registrati in studio che definì davvero gli Scorpions e il loro sound metallico che stava per diventare altamente influente." Include il singolo dell'album e Pictured Life tra "i grandi successi degli Scorpions". Tra i membri della band, Ulrich Roth considera Virgin Killer e il precedente In Trance i suoi album degli Scorpions preferiti.

## La copertina dell'album
La copertina originale dell'album mostra una bambina nuda, con un effetto grafico che ne nasconde i genitali. L'immagine fu creata da Steffan Böhle,, allora product manager di RCA Records. Francis Buchholz allora era il bassista della band: in una intervista del 2007 ricordò che la bambina fotografata era la figlia o la nipote "del tipo che disegnò la copertina". La foto venne scattata da Michael von Gimbut.
Il chitarrista Rudolf Schenker offre una descrizione della creazione della copertina dell'album:
Non fummo proprio noi ad avere l'idea. Fu la compagnia discografica. La gente della compagnia diceva cose come "anche se dovessimo andare in galera, non c'è dubbio che la pubblicheremo". Sulla canzone Virgin Killer, l'assassino di vergini è il tempo. Ma allora, quando dovemmo fare le interviste in proposito, dicemmo solo "ascoltate il testo della canzone e saprete di cosa stiamo parlando. Stiamo usando questo sistema solo per ottenere attenzione. Questo è quello che facciamo". Anche la bambina, quando la incontrammo di nuovo quindici anni dopo, non aveva nessun problema ad essere apparsa sulla copertina. Crescendo in Europa la sessualità, certo non con i bambini, era una cosa normale. Il testo della canzone dice davvero tutto. L'assassino di vergini è il tempo. Quando un bambino viene al mondo è molto ingenuo, poi perde questa ingenuità e affronta la vita, magari finendo nei guai. Questa è l'idea di base.
In un'intervista separata, Schenker disse anche che pensò che l'idea della copertina fosse "una gran cosa" e che in effetti "spinse la band a seguire la cosa", in quanto credeva che la gente avrebbe "pensato in maniera differente" quando sentendo il testo della canzone si fosse resa conto che l'immagine in copertina era soltanto "un simbolo della canzone". Il precedente chitarrista principale della band Uli Jon Roth disse che le copertine dei "vecchi album degli Scorpions" venivano "solitamente fatte da altre persone". In seguito ha espresso disappunto sulla copertina originale:
Guardare oggi quell'immagine mi fa piangere. Fu fatta col peggior gusto possibile. Allora ero troppo immaturo per accorgermene. Me ne vergogno – avrei dovuto fare tutto ciò che potevo per fermarli. Penso che fu la compagnia discografica ad avere l'idea. Il testo della canzone incidentalmente era un take-off dei Kiss, che avevamo appena seguito in tour. Stavo ingannando il tempo e suonai il ritornello della canzone in sala prove e improvvisai "cause he's a virgin killer!" facendo una sorta di imitazione di Paul Stanley. Klaus subito disse "grande! dovresti svilupparla". Quindi ebbi il non invidiabile compito di costruire un testo sensato intorno al titolo, cosa che in qualche modo ho fatto. Ma la canzone aveva un significato totalmente differente da quello che la gente avrebbe pensato all'inizio. L'assassino di vergini non è altro che il demone del nostro tempo, il lato meno compassionevole della società in cui viviamo oggi – che pesta brutalmente sul cuore e sull'anima dell'innocenza.
La copertina generò lamentele e in alcuni paesi venne sostituita con un'immagine alternativa, raffigurante i membri della band. L'originale è inserita in numerose classifiche sulle "peggiori copertine di album": il magazine online Cracked l'ha inserita al primo posto della sua classifica, mentre gigwise.com l'ha inserita al secondo posto della sua classifica delle copertine più controverse e two.one.five al sesto posto tra le peggiori.
Questa non fu l'ultima volta in cui la band attrasse critiche a causa della copertina di un album: il seguente Taken by Force in origine mostrava in copertina "dei bambini che giocano con delle armi in un cimitero militare in Francia". L'album Lovedrive del 1979 conteneva invece "una donna sul sedile posteriore di un'auto con della gomma da masticare sul seno. Entrambe le copertine vennero in seguito modificate.. Il cantante Klaus Meine spiega che il gusto della band per le copertine scioccanti deriva dal desiderio "di andare oltre il limite" e non "di offendere qualcuno o guadagnare titoli di giornale [perché] quello sarebbe stupido".
Nel 2008 l'immagine ha suscitato un nuovo moto di controversie quando il 7 dicembre la Internet Watch Foundation del Regno Unito ha deciso di inserire alcune pagine di Wikipedia nella sua "lista nera", giudicando la copertina illegale secondo la legislazione britannica, ma fallendo miseramente nel suo compito istituzionale. Come conseguenza, alla maggior parte dei cittadini britannici è stata improvvisamente negata la possibilità di modificare qualunque pagina di Wikipedia. La decisione è stata revocata dopo qualche giorno.

## Tracce
1. Pictured Life – 3:21 (Meine, Roth, Schenker)
2. Catch Your Train – 3:32 (Meine, Schenker)
3. In Your Park – 3:39 (Meine, Schenker)
4. Backstage Queen – 3:10 (Meine, Schenker)
5. Virgin Killer – 3:41 (Roth)
6. Hell Cat – 2:54 (Roth)
7. Crying Days – 4:36 (Meine, Schenker)
8. Polar Nights – 5:04 (Roth)
9. Yellow Raven – 4:58 (Roth)

## Formazione
- Klaus Meine – voce
- Ulrich Roth – chitarra
- Rudolf Schenker – chitarra
- Francis Buchholz – basso
- Rudy Lenners – batteria

### Collaborazioni
- Achim Kirschning – tastiera

## Classifiche
| Classifica (1976) | Posizione massima |
| ----------------- | ----------------- |
| Giappone          | 32                |